# Allium malyschevii
Allium malyschevii är en amaryllisväxtart som beskrevs av Nikolai Walterowich Friesen. Allium malyschevii ingår i släktet lökar, och familjen amaryllisväxter. Inga underarter finns listade i Catalogue of Life.